# Svatý Liberát
Svatý Liberát zemřel mučednickou smrtí v roce 483. V té době byl na papežském stolci svatý Simplicius (468–483). Zprávy o smrti svatého Liberáta a jeho druhů sepsal Viktor z Vity v "Historii pronásledování provincie Africké", která vyšla česky v roce 1918 ve Staré Říši a obsahuje přílohu nazvanou „Utrpení sedmi mučedníků karthaginských“.
V katolické církvi byla úcta ke svatým od prvních dob a první uctívaní svatí byli mučedníci. Zprávy o nich musely být přezkoumány a schváleny biskupem. Jejich jména pak byla zapsána do zvláštních seznamů, které byly nazvány Martyrologia.
Svatý Liberát a jeho druzi – Bonifác, Servus, Rusticus, Rogatus, Septimus a Maximus, žili v klášteře v Severní Africe, když v zemi vládl vandalský král Hunerich († 484). Období jeho vlády je  historiky označováno jako sedm krvavých let.  Východogermánský národ Vandalů sídlil původně ve Slezsku a v západním Polsku. Hunerich byl fanatický stoupenec ariánství a nařídil, aby všechny katolické kláštery v zemi byly zlikvidovány.
Svatý Liberát a jeho druzi byli zavlečeni do Kartága, kde byli vyzváni, aby se zřekli své víry. Když odmítli, byli mučeni a vrženi do vězení. Katoličtí věřící ale podplatili stráže, navštěvovali vězně a posilovali se u nich ve své víře. Když se to doneslo králi, nařídil, aby byli mniši naloženi na starou loď a upáleni na moři. Katům se ale přes opakované pokusy nepodařilo zapálit dříví, ke kterému byli vězni na lodi připoutáni. Proto vládce nařídil, aby byli odsouzenci ubiti vesly. Datum úmrtí Viktor z Vity neuvedl. Moře pak vyvrhlo těla mučedníků, kteří byli pochováni v Binua (dnešní Tunis). Jejich ostatky pak byly převezeny do římských katakomb.
31. 5. 1578 objevil maltský archeolog Antonio Bosio zapomenuté římské katakomby a podrobil je systematickému zkoumání. Výsledkem bylo dvousvazkové dílo Roma sotterranea (Řím, 1632) s podrobným popisem jednotlivých hrobů, kdy na základě získaných poznatků byla stanovena kritéria pro hrob mučedníka.
V roce 1700 objevil Fabrietti dvě katakomby Bossiovi neznámé.

## Ostatky svatého Liberáta v Kácově
Papež v době baroka daroval ostatky svatých nejspíše pocházejících z katakomb do zemí poničených předchozími válkami a náboženskými spory. O ostatky svatých z římských katakomb byl v Evropě velký zájem. Část ostatků svatého Liberáta si vyprosila pro Čechy v Římě Anna Marie Františka Toskánská pro kostel Narození Panny Marie v Kácově, kde byly 2. května 1734 uloženy v hlavním oltáři. Ostatky byly darem papeže Klementa XII (1730–1740), který pocházel z florentské rodiny stejně jako Gian Gastone Medicejský, druhý manžel Anny Marie Františky Toskánské. V roce 1879 byly ostatky z důvodů nepokojů přeneseny do kaple na zámku a v následujícím roce byly opět vystaveny. V roce 1861 byly převezeny do Prahy a nově vyzdobeny v klášteře Uršulinek (Voršilek) v Praze a poté znovu slavně převezeny do Kácova. Zdobení ostatků byl barokní zvyk. Vedle toho darovala Anna Marie Františka Toskánská kácovskému kostelu dvě částky ostatků svatého Liberáta v relikviáři na způsob pacifikálu – drobného kříže s ostatky určeného k uctívání. 

## Ostatky svatého Liberáta na Svatém Kopečku
Další ostatky svatého Liberáta se nachází v kostele Navštívení Panny Marie na Svatém Kopečku u Olomouce, kde jsou uloženy v kapli svatého Josefa. Jde o dar papeže Benedikta XIV (1740-1758).

## Svatý Liberát v kalendáři
Řád augustiniánů zařadil svátek svatého Liberáta do svého řádového kalendáře (26. srpna) jako příklad bratrství a věrnosti.
Ještě ve 12. století byl svátek svatého Liberáta – 17. srpna – uveden v Čechách v běžných kalendářích. Na tento den, je-li to neděle, se v Kácově koná tradičně pouť ke svatému Liberátu. Není-li to neděle, pak je pouť první následující neděli.
Římské martyrologium uvádí jako svátek svatého Liberáta 2. července.